# 蘇法戰役
蘇法戰役（希伯來語：‎），是以色列—哈馬斯戰爭的戰役之一。2023年10月7日開始，哈馬斯武裝份子對以色列南部區發動阿克薩洪水行動。以色列蘇法基布茲位於以色列和加沙地帶邊界附近，此前一直是加沙—以色列衝突中被襲擊目標。
在襲擊中，超過250居民被哈馬斯劫持為人質，隨後被特種作戰部隊第13突擊隊和其他以色列國防軍部隊救出。

## 另見
- 以色列—哈馬斯戰爭戰役列表